# Plectrelminthus caudatus
Plectrelminthus caudatus – gatunek roślin z monotypowego rodzaju Plectrelminthus z rodziny storczykowatych (Orchidaceae). Rośliny występują w tropikalnej Afryce w: Beninie, Kamerunie, Republice Środkowoafrykańskiej, Kongo, Gwinei Równikowej, Gabonie, Ghanie, Gwinei, Liberii, Nigerii, Sierra Leone, Togo, na Wybrzeżu Kości Słoniowej, w Demokratycznej Republice Konga.

## Systematyka
Gatunek sklasyfikowany do podplemienia Angraecinae w plemieniu Vandeae, podrodzina epidendronowe (Epidendroideae), rodzina storczykowate (Orchidaceae), rząd szparagowce (Asparagales) w obrębie roślin jednoliściennych.
Wykaz podgatunków
- Plectrelminthus caudatus var. caudatus
- Plectrelminthus caudatus var. trilobatus Szlach. & Olszewski